# Национальная библиотека Мадагаскара
Национальная библиотека Мадагаскара — центральная библиотека Республики Мадагаскар, расположенная в Антананариву, район Ампефилоха.

## История
История библиотеки началась в 1905 году, когда была основана Центральная правительственная библиотека. Первым библиотекарем был Эжен Жегле, который занимал эту должность до 1938 года. Как библиотекарь он подготовил и опубликовал тематические библиографии документов, в том числе по сельскому хозяйству, промышленности и торговле. Он собирал фотографии, документы и вырезки об истории Мадагаскара. Он подготовил три брошюры (всего 329 страниц) по библиографии Мадагаскара за 1905—1930 годы. Около 100 его авторских альбомов с фотографиями и вырезками сохранились в Национальной библиотеке Мадагаскара. Библиотека располагалась в резиденции губернатора колонии, во Дворце Амбоицорохитра.
В 1961 году библиотеке был присвоен статус национальной. Поскольку в ней собраны ценные коллекции по истории Мадагаскара, которыми пользуются исследователи и студенты, в 2017 году начался процесс оцифровки.

## Фонды
Первый указ об обязательном экземпляре был издан 16 марта 1896 года Ипполитом Ларошем во главе генерал-губернаторства и касался распространения газет и журналов. До 1960 года было издано несколько постановлений. Обязательные экземпляры издательств отправлялись в Центральную правительственную библиотеку и в Национальную библиотеку Франции. После провозглашения независимости Мадагаскара было опубликовано несколько правовых актов. Согласно Закону № 90-031 от 21 декабря 1990 года, обязанность предоставить копию лежит на типографии, а с другой стороны — на издателе. Шесть копий они направляют в Министерство внутренних дел, в котором хранятся две копии. Национальная библиотека имеет право на получение двух обязательных экземпляров.
В 2011 году фонд библиотеки насчитывал 236470 единиц хранения.